# Германско-шведские отношения
Германско-шведские отношения — двусторонние дипломатические отношения между Германией и Швецией.

## История
Отношения между странами имеют давние исторические корни. В XIV веке эти государства наладили взаимоотношения в рамках сотрудничества соседних стран Балтийского моря.
Во время Первой мировой войны (1914—1918) Швеция была нейтральной страной, а Германская империя воевала на стороне Центральных держав. Во времена существования Веймарской республики (1918—1933) Швеция была экономически зависима от Германии, так как она была одним из крупнейших импортеров шведской железной руды. Кроме того, многие крупные германские предприятия приобрели значительное количество акции шведских компаний. В 1926 году Германия разорвала договор о торговле и судоходстве между двумя странами из-за того, что аграрная экономика страны несла убытки. После окончания Первой мировой войны в Швеции началась переориентация с германской на англо-американскую культуру, но высшее общество Швеции продолжало развивать свою культуру черпая вдохновение из германских университетов, консерваторий и художественных центров. В межвоенный период шведы увлекались чтением немецкой литературы. Внутриполитическое развитие Германии, особенно быстрое усиление влияния национал-социалистов в политике после 1930 года, с большим интересом наблюдалось Швецией. Шведская пресса заняла дистанционную и критическую позицию по отношению к национал-социализму, что вызвало негатив в отношениях между странами. В то время как Германия находилась под влиянием национал-социализма, Швеция была страной с социал-демократическим правительством.
Осенью 1932 года в Берлине председатель Рейхстага Герман Геринг (НСДАП) указал ответственному за прессу шведской делегации Карлу Альберту Дамгрену на негативный стиль репортажей в шведской прессе о национал-социализме. 30 января 1933 года Адольф Гитлер стал рейхсканцлером Германии, что привело к продолжению напряженных отношений со Швецией. Министр иностранных дел Веймарской Республики Фредерик-Ханс фон Розенберг негативно отреагировал на шведскую статью в издании Social-Demokraten и заявил, что там содержится неверная и преувеличенная информация о событиях в Германии. В это же время Швеция также подверглась нападкам германской прессы. В последующие годы (1934—1937) в германско-шведских отношениях наступила разрядка, так как правительство Германии выразило заинтересованность в дружеских контактах со Швецией. Во время Второй мировой войне Швеция вновь заявила о своём нейтралитете, но посол в Берлине Арвид Рихерт высказывал опасения, что Швецию могут втянуть в эту войну. Он советовал правительству Швеции проявить внимание в связи с политикой и действиями Германии, чтобы иметь возможность защитить свою страну.
Послевоенный период политики Швеции характеризовался последовательностью: они считали, что не было необходимости анализировать их отношения с Германией во время национал-социализма. Швеция не стала пересматривать принципы парламентской демократии или проводить конституционную реформу, но после окончания Второй мировой войны они отрицали все обвинения в сотрудничестве с НСДАП. Таким образом, милитаристские и националистические течения в политике Швеции не пользовались популярностью, а англо-американские ценности прогресса и рациональности были приняты за основу.
В настоящее время оба государства являются членами Европейского союза, Организации Объединённых Наций, Организации по безопасности и сотрудничеству в Европе, Совета государств Балтийского моря и Совета Европы.

## Политические отношения
Германия занимает важное место во внешней политике Швеции из-за своего политического и экономического влияния. Сотрудничество между странами стало развиваться в разных сферах и в целом не имеет серьёзных противоречий. В начале 2012 года премьер-министр Швеции Йон Фредрик Райнфельдт посетил с официальным визитом Германию, где провёл встречу с федеральным канцлером Германии Ангелой Меркель. В мае 2012 года федеральный президент ФРГ Йоахим Гаук осуществил поездку в Швецию. Осенью 2012 года министр внутренних дел Вольфганг Шойбле и министр обороны Томас де Мезьер осуществили официальный визит в Швецию. В январе 2017 года канцлер Ангела Меркель провела переговоры с премьер-министром Швеции Стефаном Лёвеном.

## Экономические отношения
Германия является одной из основной стран-поставщиков товаров в Швецию. Объем импорта Швеции из Германии составляет около 17,3 %, из Норвегии — около 8,7 %, а из Дании — около 8,4 %. Швеция экспортирует 9,8 % от общего объёма своего экспорта в Германию. В 2012 году Германия импортировала товаров из Швеции на сумму 13 млрд евро. Экспорт Швеции в Германию: фармацевтическая продукция (18,2 %), бумага и картон (18,3 %), металлы (12,5 %), машинное оборудование (8,8 %), автомобили и автомобильные запчасти (7,7 %), минеральные руды (6,3 %) и химическая продукция (4,6 %). Экспорт Германии в Швецию: автомобили и автомобильные запчасти (18,2 %), машинное оборудование (14,5 %), энергетика (9,5 %), химическая продукция (8,5 %), электрическое оборудование (7,7 %) и металлы (6,5 %).
В 2009 году объём прямых иностранных инвестиций Швеции в Германию составил сумму около 15,243 млн. евро; в 2010 году около 16,146 млн евро; в 2011 году около 16,183 млн евро. Объем прямых иностранных инвестиций Германии в Швеции значительно выше: в 2008 году около 16,336 млн евро; в 2010 году около 20,096 млн евро; в 2011 году около 26,027 млн евро. Около 870 германских компаний представлены в Швеции: там работает около 50 000 сотрудников и годовой объём реализации продукции составляет около 30 млрд евро. В основном они располагаются в городах Стокгольм, Гётеборг и Мальмё.

## Социальная политика
Германия заинтересована в изучении общественно-политических достижений и уровня развития Швеции, в частности сфер по уходу за детьми, семейной политики и взаимодействие с людьми с ограниченными возможностями. Двусторонние отношения также рассматриваются такие сферы, как: реформа рынка труда, профессиональной подготовки и страховании для получения ухода со стороны медсестер. Правый популизм набирает популярность в обеих странах.

## Культурные отношения
До Второй мировой войны Швеция вместе с остальными странами Северной Европы и историческими Нидерландами была ориентирована на немецкую языковую и культурную зону и считалась подпадающей под «германскую сферу влияния». После окончания Второй мировой войны в Швеции произошла быстрая переориентация на англо-американскую культуру. Немецкий язык был заменен в школах английским как вторым языком, хотя он все ещё сохраняет свою позицию самого популярного иностранного языка для школьников — намного опережая испанский, французский, финский, итальянский, арабский, турецкий, курдский, греческий и русский языки. Институт имени Гёте и Deutsche Schule Stockholm, а другие образовательный германские учреждения заботятся о поддержке и распространения немецкого языка в Швеции. Немецкоязычная конгрегация за рубежом, а также немецко-шведские ассоциации вносят позитивный вклад в развитие немецкой культуры в Швеции. Немецкие кинопродукции довольно широко представлены в кинотеатрах Швеции и на телевидении, но исторические темы более популярны. Немецкие ансамбли и артисты регулярно посещают в Швецию для участия в театрализованные представлениям. В Швеции существует высокий спрос на немецкую классику. Время от времени в шведской прессе появляются статьи о жизни в Германии, особенно в Берлине. В настоящее время в Германии проживает около 24 000 шведских граждан, а в Швеции — около 20 000 немцев.

## Дипломатические представительства
- У Германии есть посольство в Стокгольме[14], а почётные консульства находятся в Гётеборге, Йёнчёпинге, Кальмаре, Лулео, Мальмё, Сэлене, Уддевалле, Висбю и Амотфорсе[15]
- Шведское посольство находится в Берлине, а почетные консульства расположены в Бремене, Дюссельдорфе, Эрфурте, Франкфурте-на-Майне, Гамбурге, Ганновере, Киле, Лейпциге, Любеке-Травемюнде, Мюнхене, Ростоке и Штутгарте[16].